# Phawlone

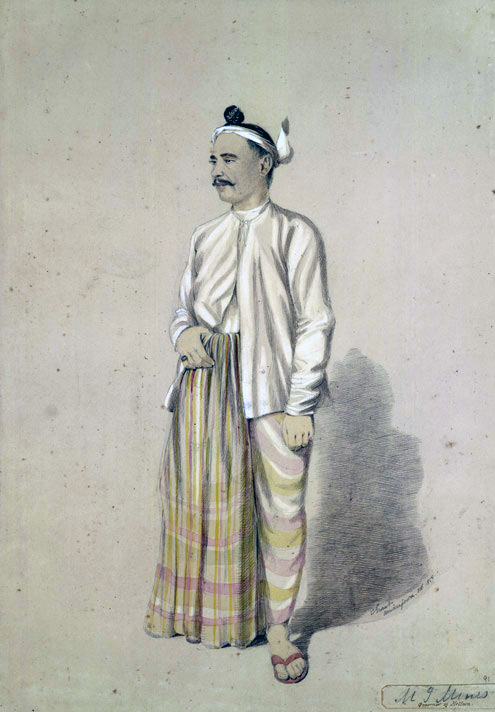
Aquarelle de Colesworthey Grant représentant M. Mackertich J. Mines, un ancien gouverneur birman : arménien, il fut naturalisé et fit partie de l'ambassade birmane à Calcutta en 1854.

Le phawlone (birman : ဖော့လုံး ; prononciation birmane : [pʰɔ̰lóʊɴ]) est un turban ornemental porté par les hommes birmans, porté sous la forme d'un bandeau roulé avec une saillie en forme de feuille à l'arrière. À l'époque précoloniale, le phawlone était porté par les membres masculins de la cour birmane. Dans la Birmanie d'aujourd'hui, le phawlone est porté par les garçons pendant la cérémonie du shinbyu et par les danseurs birmans. 

## Galerie

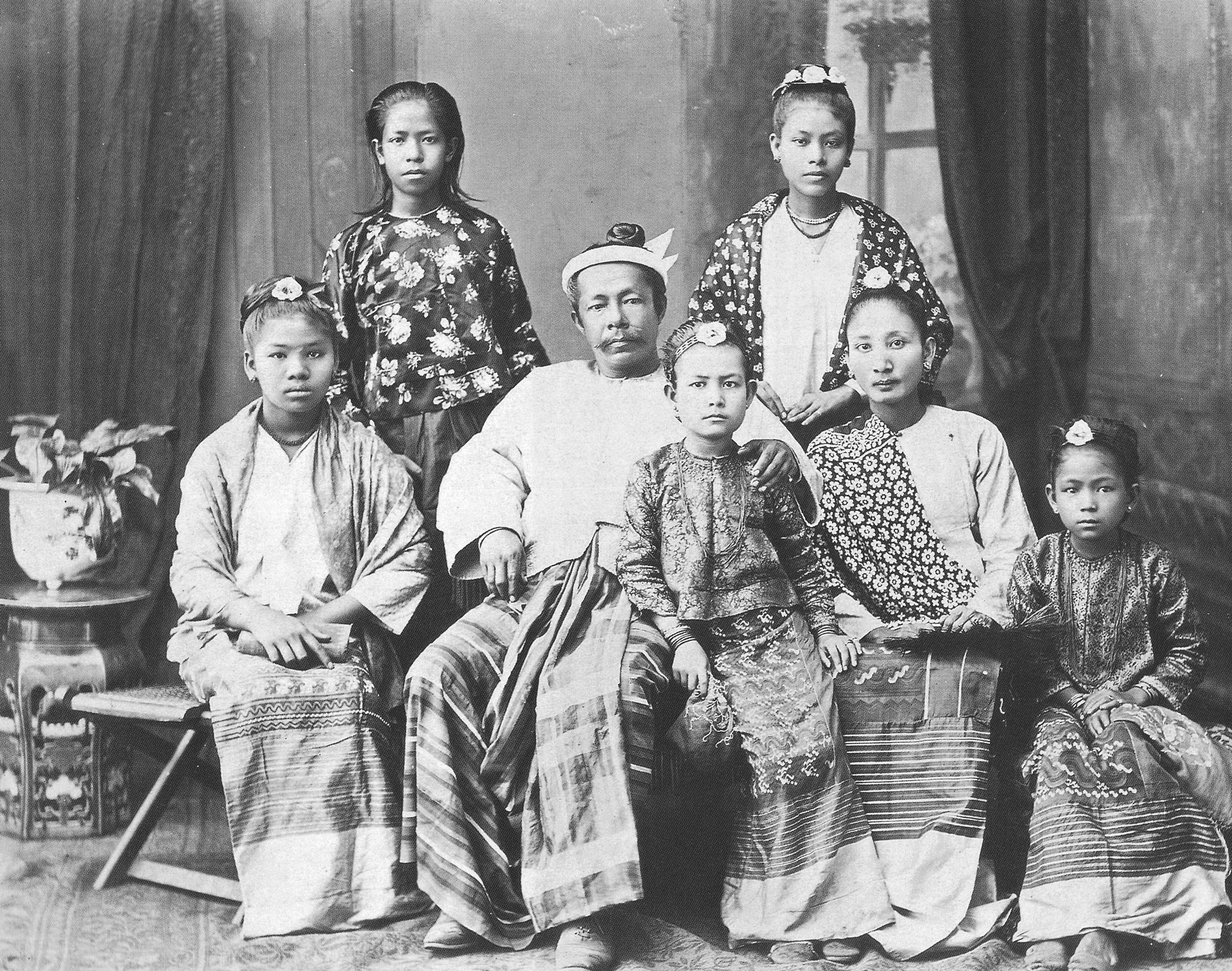
Portrait de famille birmane
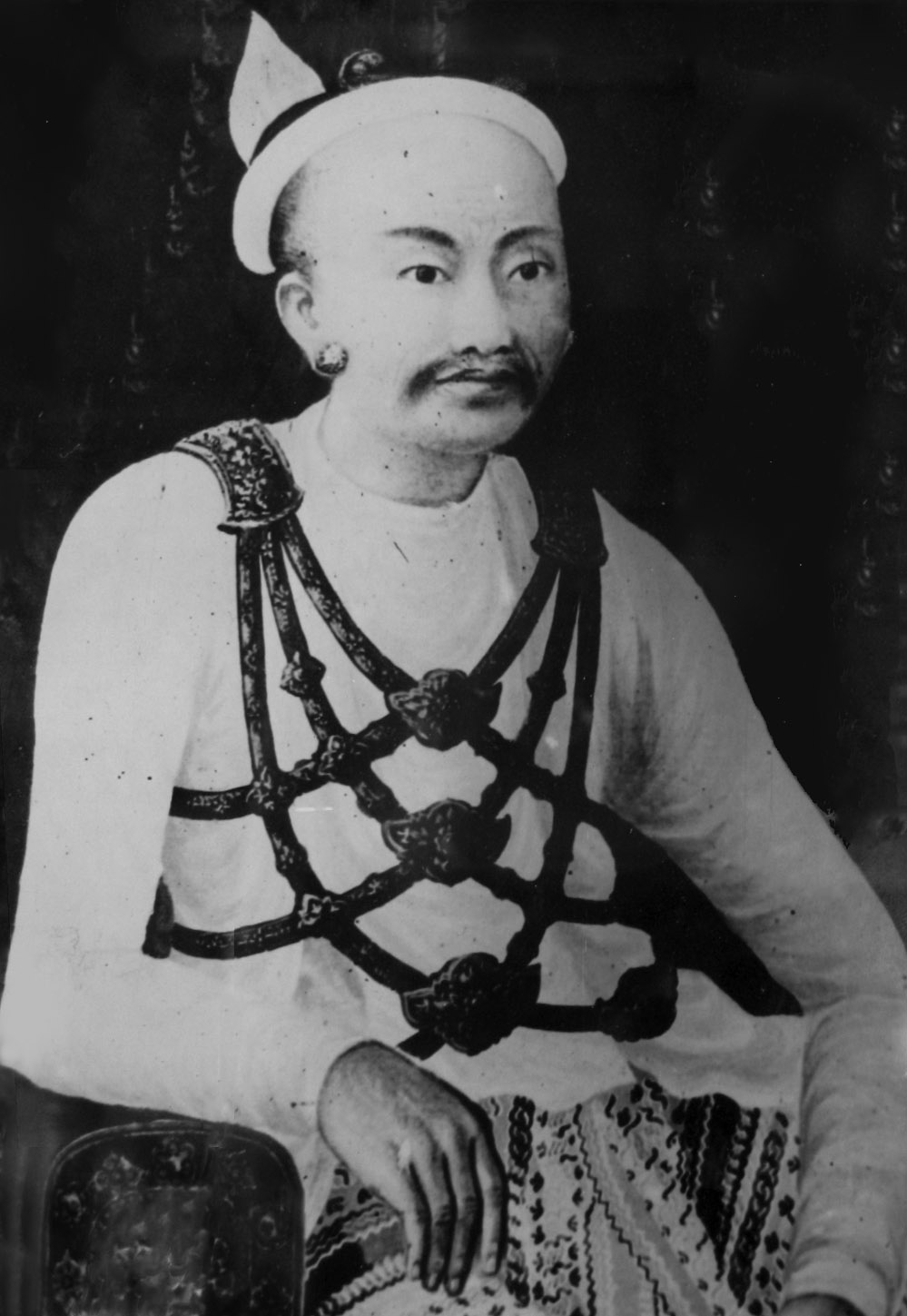
Mindon Min, dixième et avant-dernier roi de Birmanie
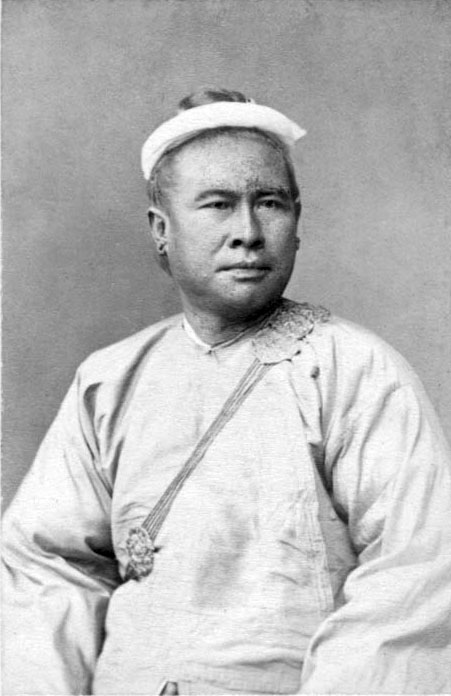
Izaya Dangyee, envoyé birman auprès de la Reine d'Angleterre, 1872
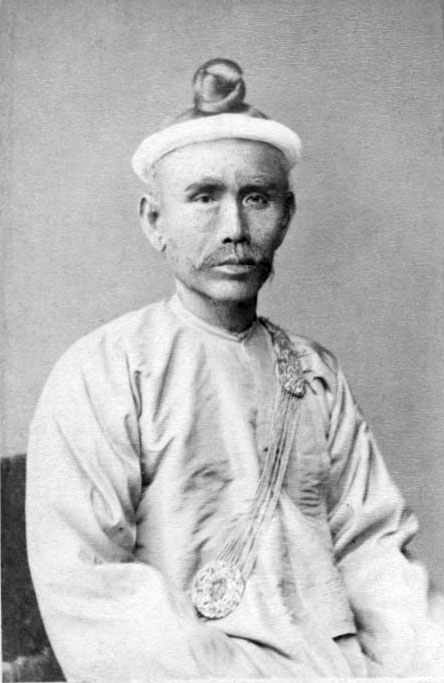
Kinwun Mingyi U Kaung (en), ambassadeur birman auprès de la Reine d'Angleterre, 1872

Aquarelles de Colesworthey Grant lors de la mission du major Phayre à la cour d'Ava, 1855
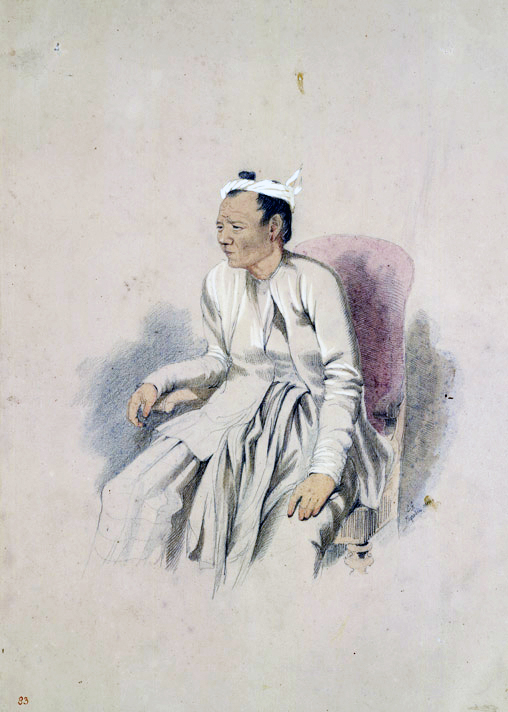
Myit-sing-woon ou gouverneur de Bagan.
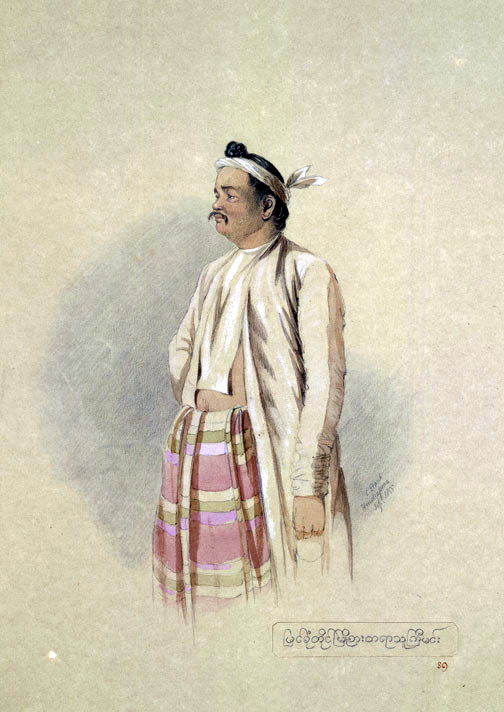
Un juge civil.
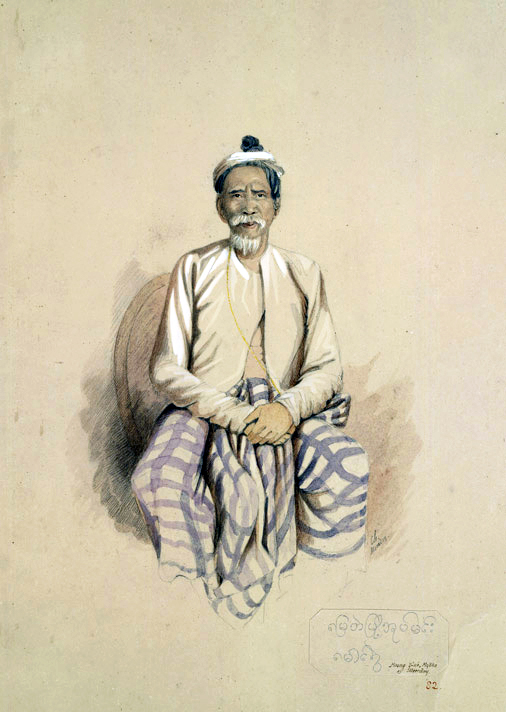
Magustrat de Myede (pl)

Le shinbyu aujourd'hui
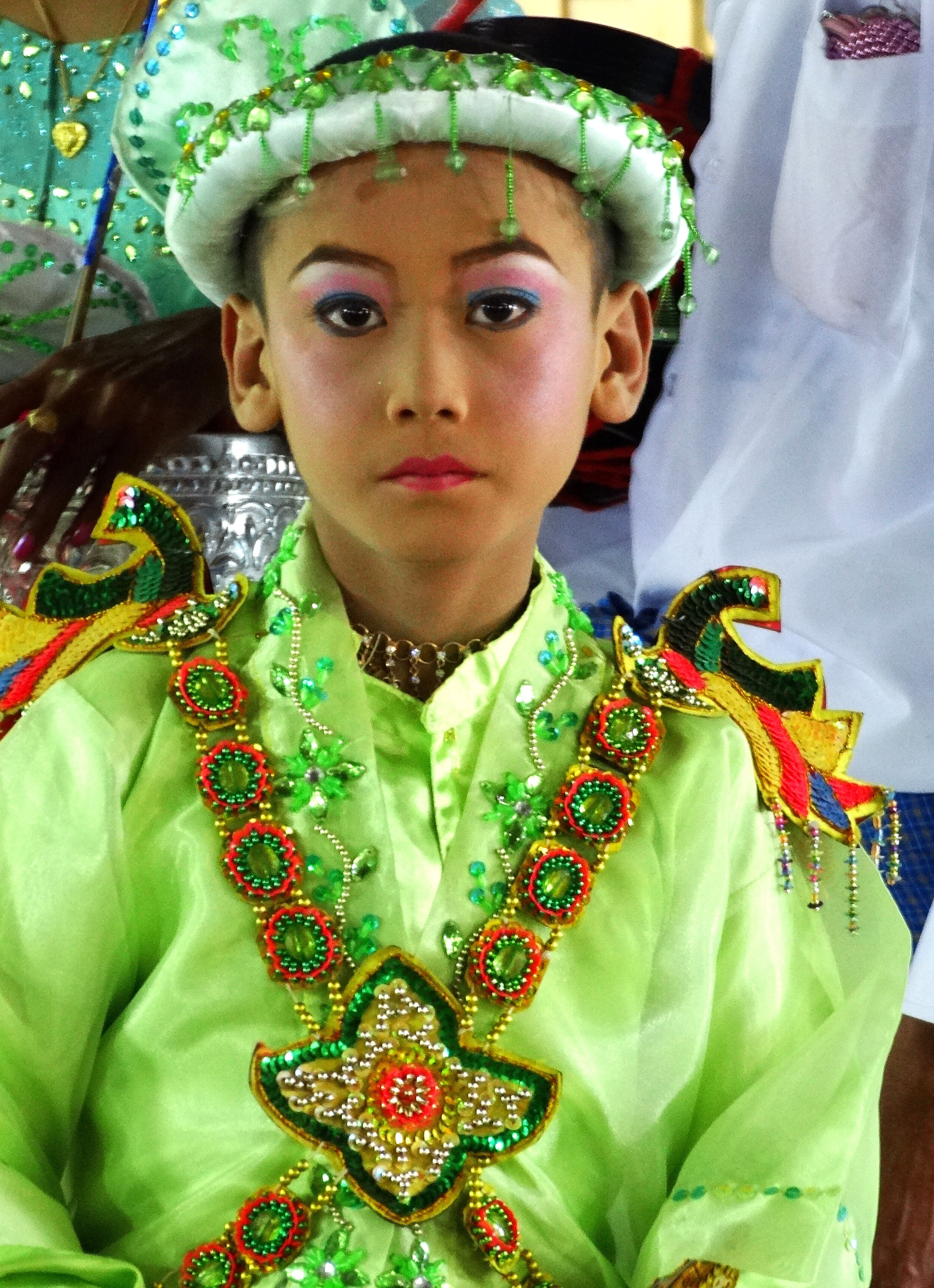
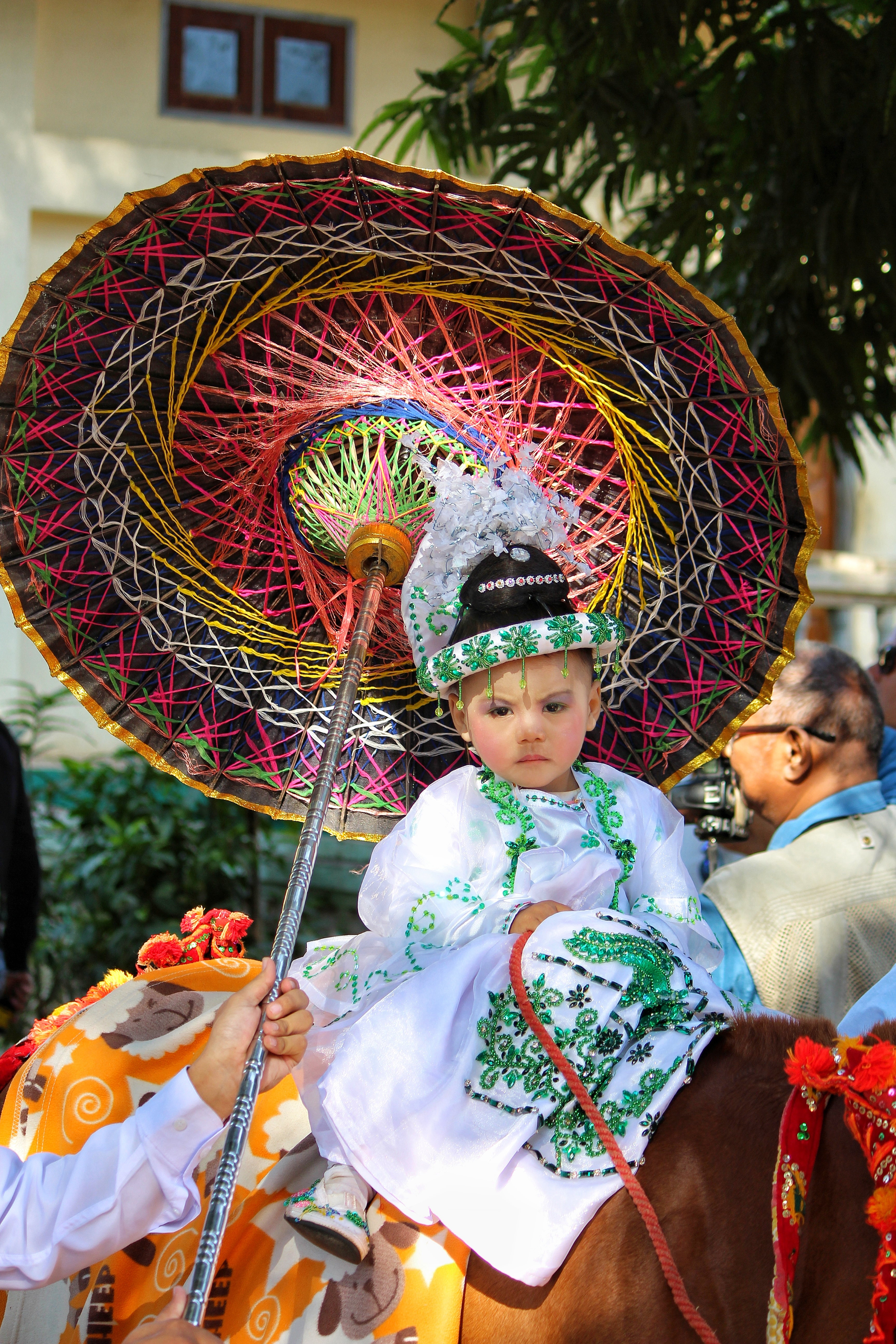
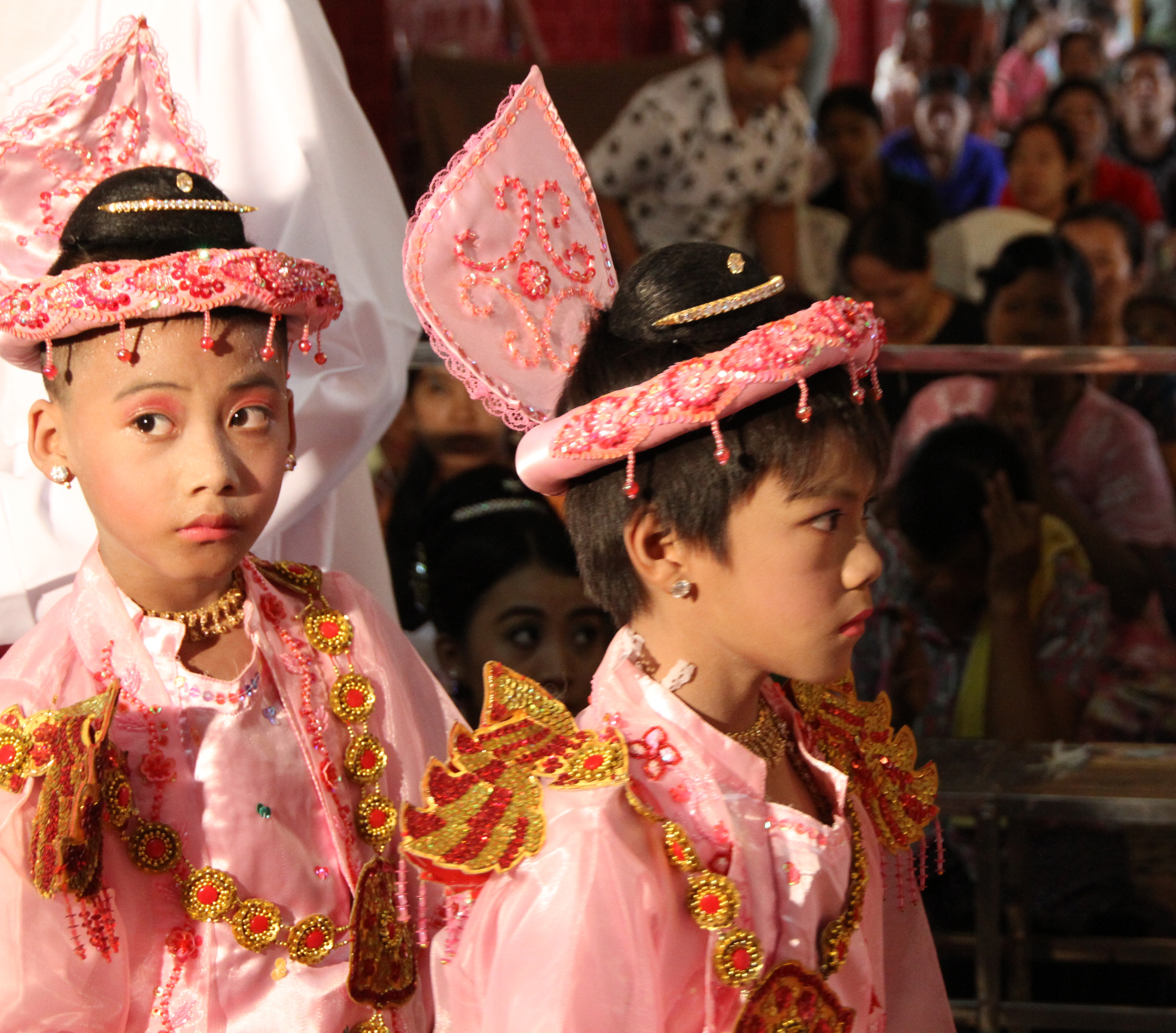
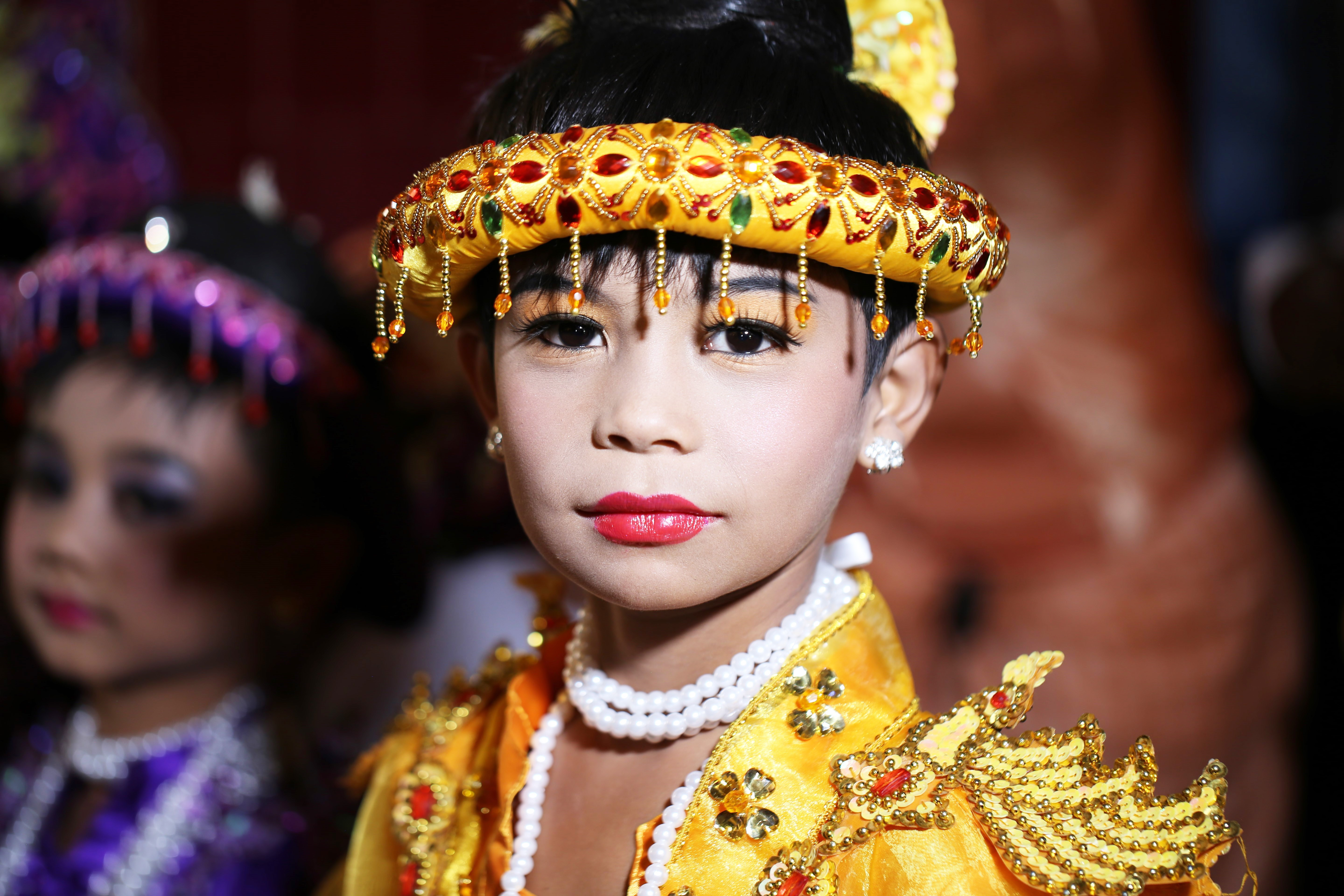